# Commelina madagascarica
Commelina madagascarica är en himmelsblomsväxtart som beskrevs av Charles Baron Clarke. Commelina madagascarica ingår i släktet himmelsblommor, och familjen himmelsblomsväxter. Inga underarter finns listade.